# Skautský tábor na ostrově Brownsea
Skautský tábor na ostrově Brownsea je považován za vůbec první skautský tábor. Konal se na ostrově Brownsea v přístavu Poole v jižní Anglii a vedl jej generálporučík Robert Baden-Powell, který si na tomto experimentálním táboře chtěl otestoval své postupy při výchově mládeže, které později sepsal v knize Scouting for Boys. Tábor se konal od 1. do 8. srpna 1907 a účastnili se jej chlapci z rozdílných sociálních skupin. Náplní tábora bylo táboření, pozorování přírody, zálesácké dovednosti, zásady rytířství, první pomoc a vlastenectví. Konání tábora na ostrově Brownsea je považováno za počátek celosvětového skautského hnutí.
Skauti tábořiště na ostrově Brownsea pro své tábory využívali až do počátku 30. let 20. století. Poté, co se ostrov dostal do vlastnictví britské organizace na ochranu památek a přírody National Trust, se v roce 1963 díky Olave Baden-Powell ostrov otevřel veřejnosti. Roku 1964 bylo pro skauty a jejich aktivity zprovozněno tábořiště (poblíž původního tábořiště Baden Powella) o rozloze 20 hektarů. V roce 1973 se na ostrově konalo skautské jamboree, kterého se zúčastnilo na 600 skautů.
Na místě prvního skautského tábora Brownsea se 1. srpna 2007 konalo připomenutí 100. výročí skautingu ve světě, tedy v den stého výročí zahájení prvního tábora. Akci pořádala britská Skautská asociace a konaly se zde celkem čtyři skautské tábory a rituál k východu slunce.

## Předcházející okolnosti

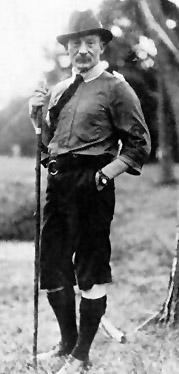
Robert Baden-Powell na ostrově Brownsea, 1907

Během Druhé búrské války velel Robert Baden-Powell obraně jihoafrického města Mafeking, které bylo v obležení od října 1899 do května 1900. Během obléhání byl z místních chlapců ve věku 12 až 15 let sestaven kadetní sbor Mafekingu. Chlapci sloužili jako spojky, doručovali rozkazy, roznášeli munici a později se i starali o raněné – vynalézavost a odvaha těchto chlapců na Baden-Powella velmi zapůsobila.
Vedle několik populárních knih o vojenském průzkumu publikoval také Baden-Powell v roce 1899 příručku nazvanou Aids to Scouting. Přestože byla určena pro armádní účely, přesněji pro poddůstojníky, stala se bestselerem a nečekaný úspěch zaznamenala v řadách pedagogů a u vedoucích spolků pracující s mládeží. Prvotně tím byl Baden-Powell zděšen. Příručku vydanou pro vojáky nezamýšlel pro použití při práci s mládeží, což ho inspirovalo k dalším krokům:
V období po těchto událostech Baden-Powell spolupracoval na využití skautských myšlenek a výchovných metod se zakladatelem chlapecké organizace Boys' Brigade Williamem Alexanderem Smithem. Právě při činnosti této organizace se snažil své poznatky využít při práci s mládeží vůbec poprvé. Aby mohl v praxi otestoval své metody, které právě sepisoval do knihy Scouting for Boys, uspořádal experimentální skautský tábor, který se konal na ostrově Brownsea v srpnu roku 1907 Jako zástupce a pomocníka si na tábor přizval svého přítele majora Kennetha McLarena.

## První skautský tábor

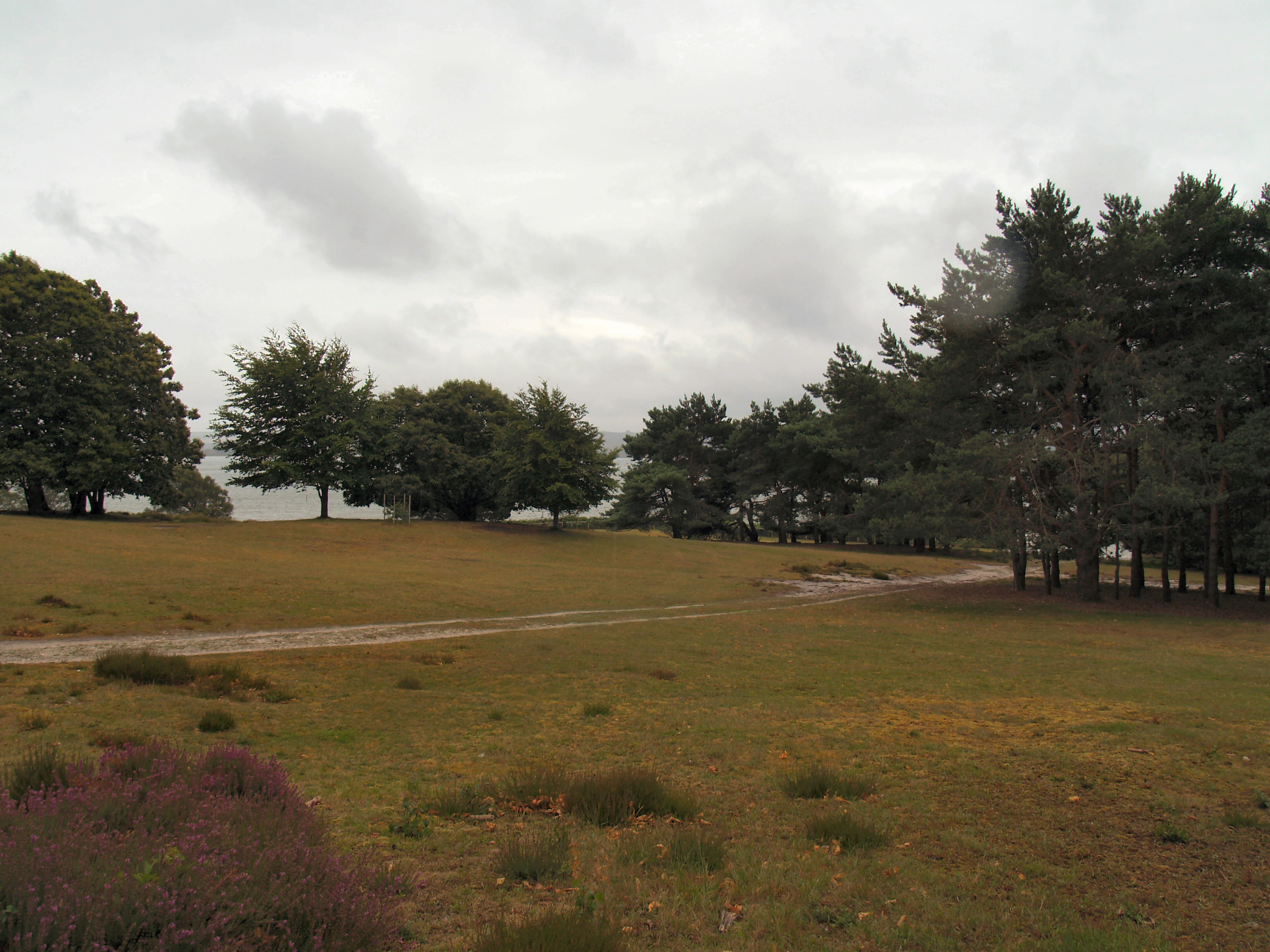
Místo tábořiště na ostrově Brownsea

### Tábořiště a organizace tábora
Baden-Powell poprvé zavítal na ostrov Brownsea se svými bratry už jako chlapec. Přestože má ostrov rozlohu pouze 2,3 km², najdeme na něm lesy, louky i dvě jezera. Izolovaná poloha ostrova perfektně posloužila účelům tábora – tedy skauti nebyli rušeni novináři a přesto cesta pro zásoby obnášela pouze krátkou plavbu trajektem do přístavu ve městě Poole.
Na tábor pozval Baden-Powell chlapce z rozdílných sociálních vrstev, což byla na tehdejší poměry eduardovské éry vyznačující se rigiditou společenských tříd nevídaná záležitost. Jedenáct z nich pocházelo ze zámožnějších rodin a bylo žáky soukromých internátních škol Eton a Harrow, většinou to byli synové Baden-Powellových přátel. Zbytek chlapců tvořili členové Boys' Brigade, sedm z nich z Bournemouthu a další tři z Poole & Hamworthy. Tábora se zúčastnil také jeho devítiletý synovec Donald Baden-Powell. Táborový poplatek byl stanoven na základě původu chlapců: pro chlapce ze soukromých škol jedna libra (což se v roce 2018 rovná 103,91 librám) a ostatní tři šilinky a šest pencí (což se v roce 2018 rovná 18,7 librám).

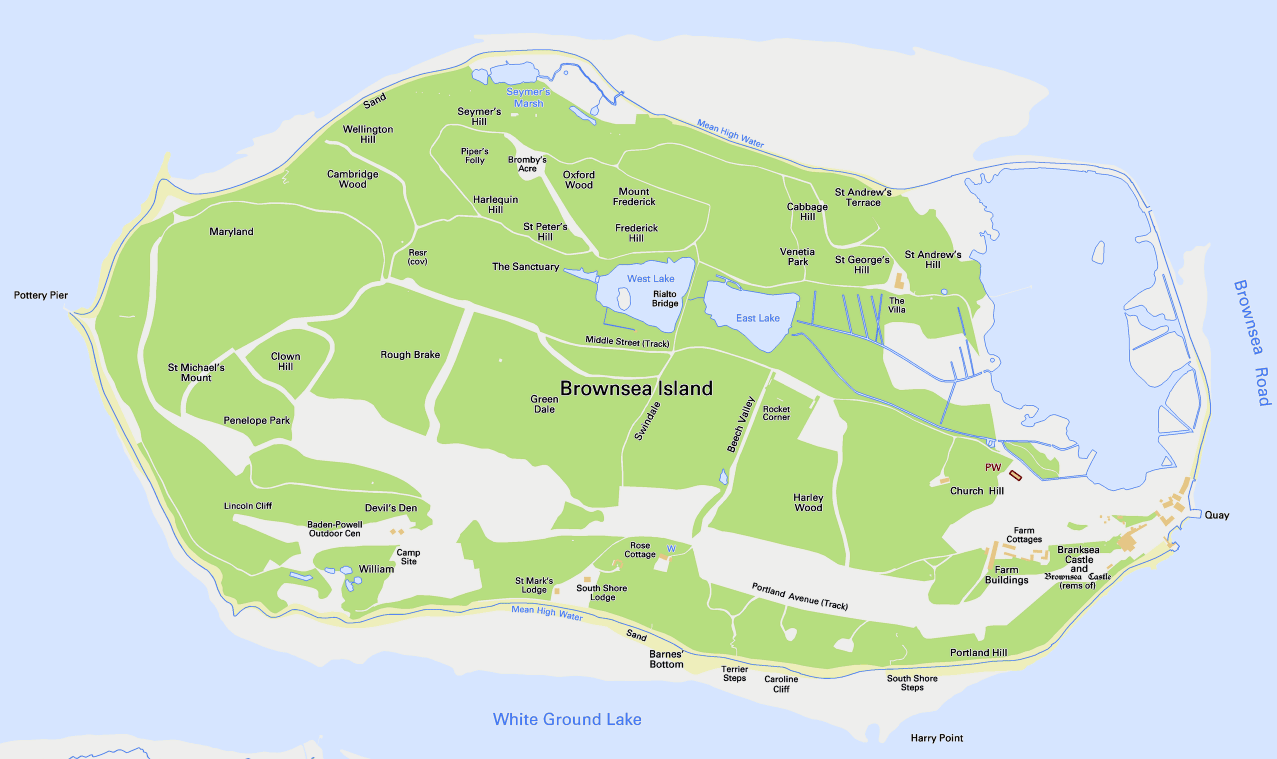
Mapa ostrova Brownsea z roku 2012

Chlapci byli rozděleni do čtyř družin, které se jmenovali Vlci, Havrani, Býci a Kolihy. Není jisté, zda se tábora zúčastnilo 20 nebo 21 chlapců. Minimálně čtyři autoři uvádějí, že se tábora zúčastnilo chlapců 20 a že byli rozděleni do pěti družin s Baden-Powellovým synovcem Donaldem jako styčným důstojníkem. Jedná se o zdroje jako článek The Scout (1908), knihy The First Ten Years (1948) a Rover World (1936) od Sira Percyho Everreta a také knihu E. E. Reynoldse The Scout Movement (1950). Později ale William Hilcourt ve své knize Two Lives of a Hero z roku 1964 uvedl také jistého Simona Rodneyho, jakožto dalšího táborníka čímž vzrostl počet účastníků na 21. Tuto informaci později potvrdil jeho starší bratr, tehdejší osmý Baron z Rodney. Důvody, proč nebyl Simon Rodney uveden jako jeden z účastníků nejsou jasné. Ovšem důkazy, že se tábora skutečně zúčastnil jako šestý člen družiny Kolih dokládá skautský historik Colin Walker.
Chlapci zatím skautské kroje nenosili, ale měli hnědé šátky a nosili odznak s lilií. Právě zde byla lilie použita jako skautský znak (později mezinárodní) vůbec poprvé. Pro označení družiny nosili chlapci na rameni barevnou šňůrku s uzlem: zelená pro býky, modrá pro vlky, žlutá pro kolihy a červená pro Havrany. Rádce družiny strážil vlajku s družinovým zvířetem. Po absolvování zkoušek z uzlování, stopování a symboliky státní vlajky získali chlapci další mosazný odznak v podobě svitku se skautským heslem „Buď připraven“, který se nosil pod odznakem s lilií.

### Harmonogram tábora
Jako příbytek sloužil každé družině armádní stan zvonového tvaru – Sahara. Táborový den začínal Baden-Powell troubením na roh antilopy Kudu, který našel v lese Somabula během druhých Matabelských válek roku 1896 (na ten samý roh hrál i o 22 let později při zahájení třetího skautského Jamboree roku 1929). Táborový den začínal v 6:00, následovalo podávání kakaa, rozcvička, vztyčení vlajky, modlitba a následně v 8:00 snídaně. Poté začínal dopolední program dle tématu dne, ale také koupání, pokud to bylo nutné. Po obědě následoval povinný polední klid, během kterého táborníci neměli povoleno si povídat, a pak odpolední program také vycházející z disciplíny dne. Denní harmonogram končil v 17:00 hrami, večeří, povídáním u táborového ohně a modlitbou. Baden-Powell během tábora naplno využíval svého věhlasu hrdiny obléhání Mafekingu. Pro mnoho účastníků bylo tím nejsilnějším zážitkem právě povídání u táborového ohně o jeho zážitcích z Afriky a zpěv kmenu Zulu „Ingonyama“ („On je lev“). Večerka byla pro každou družinu povinná v 21:00 bez ohledu na věk.

### Program tábora
Každý den se v rámci programu chlapci zaměřili na jiné téma:
1. den – úvod
- Vytvoření družin a rozřazení chlapců, rozdělení povinností, školení družinových rádců, zabydlení v táboře

2. den – táboření
- Tábornické dovednosti, táborová hospodárnost, stavba přístřešků a postelí, uzly, rozdělání ohně, vaření, zdraví a hygiena, vytrvalost, umění orientace v neznámém prostředí, plavba na člunu

3. den – pozorování
- Stopování, čtení stop a značek v přírodě, detaily na lidech a jak rozpoznat jejich charakter a stav, trénink zraku

4. den – Woodcraft (zálesáctví)
- Poznávání zvířat a ptáků, rostlin, hvězd, stopování zvířat

5. den – rytířství
- Čest, rytířský kodex, nesobeckost, odvaha, dobročinnost, hospodárnost, věrnost, galantnost k ženám. Denní příkaz „dobrého skutku“

6. den – záchrana života
- Před ohněm, utonutím, splašeným koněm, jedovatým plynem v kanalizaci, panickým záchvatem, nehod na ulici atd., první pomoc

7. den – vlastenectví
- Historie a události, které přispěli ke vzniku Britského impéria, Britské námořnictvo a armáda, občanské povinnosti, střelba

8. den – zakončení
- Shrnutí tábora, sportovní den

Táborový program se konal od 1. do 8. srpna, táborníci odplouvali trajektem až 9. srpna 1907.
Celkové výdaje tábora činily 55 liber, 2 šilinky a 8 pencí. Po sečtení účastnických poplatků od chlapců a dobrovolných příspěvků (16 liber) skončil tábor v nezanedbatelném minusu 24 liber (v roce 2023 ve tato částka rovná 3 650 librám). Částku se rozhodl doplatit saský šlechtic, jehož dva synové Marc a Humphrey se tábora také zúčastnili. Baden-Powell považoval tábor za úspěšný.